# Nilson Angulo
Nilson David Angulo Ramírez (19 juni 2003) is een Ecuadoraans voetballer die voornamelijk als aanvaller speelt. In juni 2022 ondertekende hij een vijfjarig contract bij RSC Anderlecht.

## Clubcarrière

### LDU Quito
Angulo startte zijn seniorencarrière bij LDU Quito. Op 23 juni 2021 maakte hij zijn officiële debuut in het eerste elftal van de club in de Supercopa Ecuador. Op 26 september 2021 maakte hij zijn eerste doelpunt voor de club: in de competitiewedstrijd tegen Manta FC (2-2) opende hij de score. In 2022 scoorde hij zes keer voor LDU Quito: in de tweede ronde van de Copa Ecuador scoorde hij het enige doelpunt van de wedstrijd tegen Manta FC, in de competitie scoorde hij tweemaal, en in de groepsfase van de Copa Sudamericana 2022 kwam hij driemaal tot scoren.

### RSC Anderlecht
In juni 2022 ondertekende hij een vijfjarig contract bij de Belgische eersteklasser RSC Anderlecht, dat zo'n twee miljoen euro voor hem neertelde. Op 2 juli 2022 maakte hij zijn officieuze debuut voor de club in de 6-0-oefenzege tegen Roda JC. Zijn officiële debuut maakte hij op 30 juli 2022: op de tweede competitiespeeldag liet trainer Felice Mazzù hem tijdens de 1-0-nederlaag tegen Cercle Brugge hem in de 84e minuut invallen voor Francis Amuzu. Op 25 februari 2024 scoorde hij zijn eerste doelpunt in de met 1-2 gewonnen uitmatch tegen Club Brugge.

## Interlandcarrière
Angulo maakte op 27 oktober 2021 zijn interlanddebuut voor Ecuador: in een vriendschappelijke interland tegen Mexico liet bondscoach Gustavo Alfaro hem 73 minuten meespelen. Met zijn 18 jaar, 4 maanden en 8 dagen werd Angulo de negende jongste Ecuadoraanse international ooit.
| Interlands van Nilson Angulo | Interlands van Nilson Angulo | Interlands van Nilson Angulo | Interlands van Nilson Angulo | Interlands van Nilson Angulo | Interlands van Nilson Angulo |
| No.                          | Datum                        | Wedstrijd                    | Uitslag                      | Soort Wedstrijd              | Doelpunten                   |
| Als speler bij LDU Quito     | Als speler bij LDU Quito     | Als speler bij LDU Quito     | Als speler bij LDU Quito     | Als speler bij LDU Quito     | Als speler bij LDU Quito     |
| ---------------------------- | ---------------------------- | ---------------------------- | ---------------------------- | ---------------------------- | ---------------------------- |
| 1.                           | 27 oktober 2021              | Mexico – Ecuador             | 2 – 3                        | Vriendschappelijk            | -                            |
| Totaal                       | Totaal                       | Totaal                       | Totaal                       | Totaal                       | -                            |

Bijgewerkt tot 18 augustus 2022